# Nurobod, Uzbekistan
Nurobod (tiếng Uzbek: Nurobod, tiếng Nga: Нурабад, đã Latinh hoá: Nurabad) là một thành phố thuộc tỉnh Samarqand của Uzbekistan, đóng vai trò là trung tâm hành chính của huyện Nurobod.